# Zappeion
Zappeion (řecky Ζάππειον Μέγαρο,  [ˈzapiɔn ˈmɛɣarɔ]IPA) je novoklasicistní budova v centru Atén.

## Výstavba Zappeionu
Autorem myšlenky paláce byl Evangelis Zappas, který usiloval o obnovení olympijských her. V roce 1869 řecký parlament určil 80 tisíc metrů čtverečních veřejného pozemku mezi palácovými zahradami a antickým chrámem Dia Olympského, zároveň tedy poblíž Panathénského stadionu. 30. listopadu tohoto roku parlament schválil zákon o stavebních pracích k olympijským hrám. Zappeion tak byl první budovou postavenou speciálně k obnovení olympijských her v moderním světě. Ke stejnému účelu měl byt rovněž obnoven Panathénský stadion. Po určité prodlevě byl položen 20. ledna 1874 základní kámen budovy, kterou navrhl dánský architekt Theophil Hansen, podobnou architekturu má i další jeho stavba, budova rakouského parlamentu ve Vídni. Zappeion byl otevřen 20. října 1888, sám Zappas se otevření nedožil.

Zappeion od jihu

## Dějiny

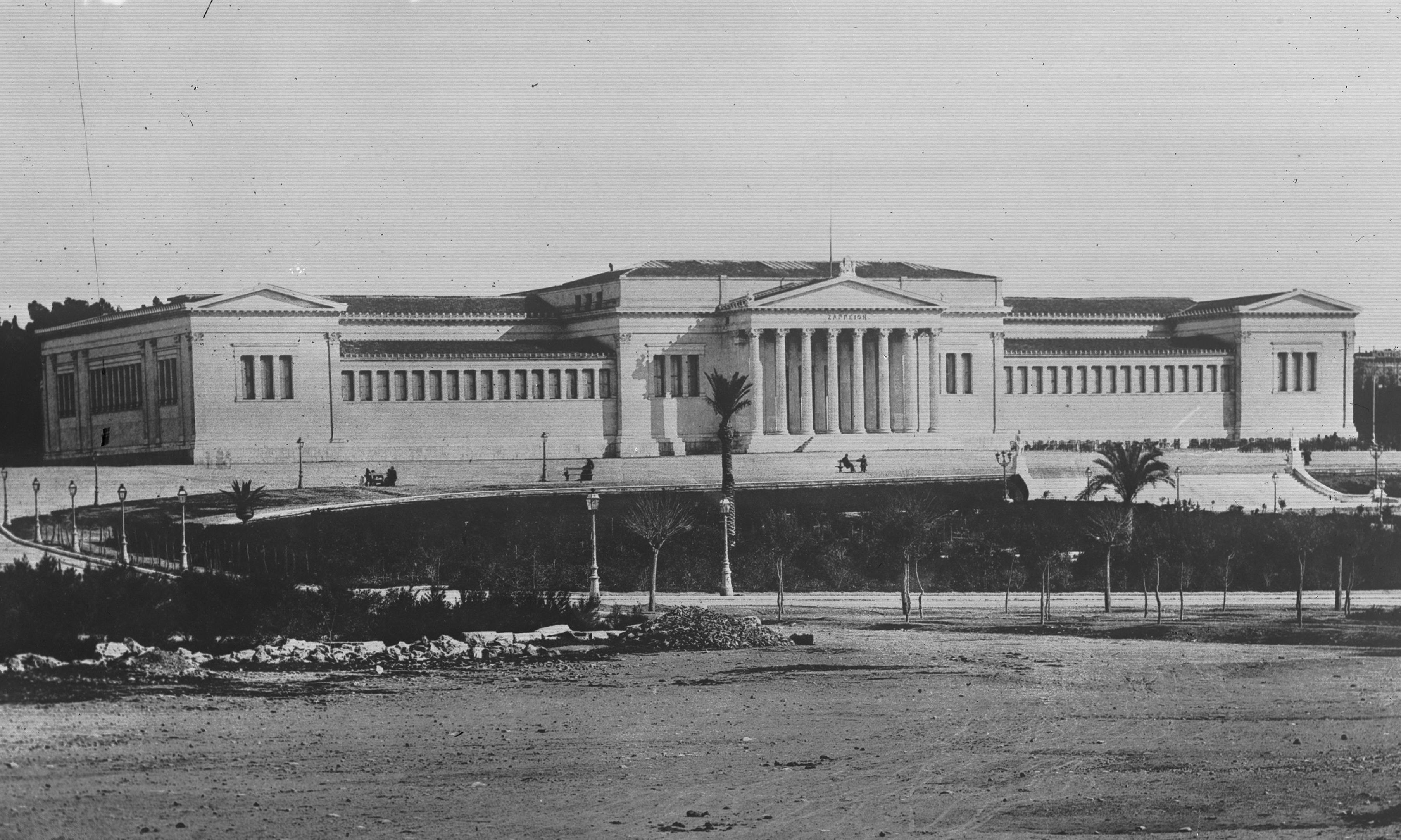
Zappeion v roce 1916

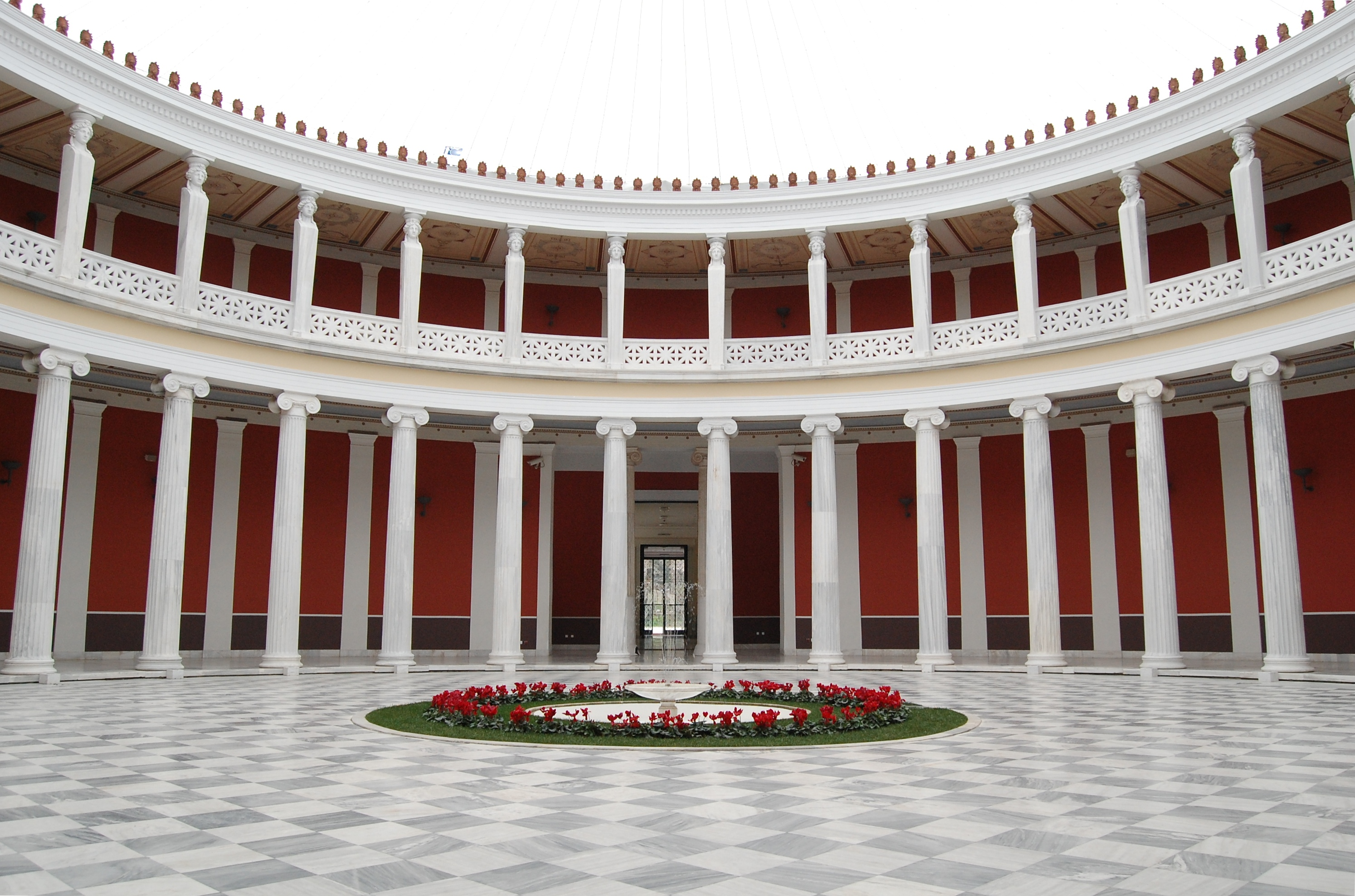
Atrium v Zappeionu

Při Letních olympijských hrách 1896 Zappeion sloužil jako hala pro soutěže v šermu. O deset let později byl při tzv. Olympijských mezihrách v roce 1906 využitý jako olympijská vesnice. Po přidělení olympijských her 2004 Aténám byl prvním sídlem tamního organizačního výboru (1998 až 1999) a v průběhu her samotných se v něm nacházelo tiskové středisko.
V roce 1938 začala ze Zappeionu vysílat první národní rozhlasová stanice a palác byl sídlem rozhlasu EIR až do otevření Domu rozhlasu v roce 1970.
V Zappeionu byly také podepsány přístupové dokumenty Řecka k Evropským společenstvím v květnu 1979, které proběhlo v mramorem obloženém hlavním atriu.

## Současné využití
V 21. století je Zappeion využíván jako konferenční a výstavní středisko.
V budově je zhruba 25 místností od 97 do 984 metrů čtverečních výměry.